# Alfredo González
Alfredo González Flores (ur. 15 lipca 1877, zm. 28 grudnia 1962) – kostarykański polityk i prawnik, i wiceprezydent od 1914, prezydent Kostaryki od 8 maja 1914 do 27 stycznia 1917.
Jego kadencja była niepopularna: po spadku cen kawy zadecydował o podwyższeniu podatków od klas średnich i o cięciach w płacach. W 1917 został obalony przez swojego ministra wojny – Federico Tinoco Granadosa.